# Sidiki Kaba
Sidiki Kaba, né le 21 août 1950 à Tambacounda, est un avocat, un militant des droits de l'homme et un homme d'État sénégalais. Il est Premier ministre du 6 mars 2024 au 31 mars 2024.

## Biographie
Licencié en droit, en philosophie et en littérature moderne de l'université d'Abidjan, il obtient une maîtrise en droit des affaires de l'université de Dakar et est admis au barreau du Sénégal en 1980.

### Avocat et militant des droits de l'homme
Engagé dans la défense des droits de l'homme, il adhère à la section sénégalaise d'Amnesty International en 1979 et est impliqué dans de nombreuses initiatives et organismes internationaux : cofondateur de l'Union interafricaine des avocats (1982), membre du conseil d'administration du barreau du Sénégal (1985-2000), vice-président (1987-1995) puis président (1995-2001) de l'Organisation nationale de défense des droits de l'Homme, représentant de la Fédération internationale des droits de l'homme auprès de la Commission africaine des droits de l'homme et des peuples (1990-1997), cofondateur de l'Union interafricaine des droits de l'Homme (1992), membre expert du Comité sénégalais des droits de l'homme (1995-1997), fondateur et premier président du Centre africain pour la prévention des conflits) et du Centre africain pour les études des droits de l'homme et de la démocratie.
De 1998 à 2001, il sert comme vice-président de la Fédération internationale des ligues des droits de l'homme (FIDH), puis comme président de 2001 à 2007.
En tant qu'avocat, il défend régulièrement des militants et des personnalités politiques d'opposition, au Sénégal et dans d'autres pays d'Afrique francophone : Laurent Gbagbo, Simone Gbagbo et plus de 120 membres du Front populaire ivoirien, Alassane Ouattara en Côte d'Ivoire, Idrissa Seck, ancien Premier ministre du Sénégal, Alpha Condé, chef de l'opposition en Guinée, Abdoulaye Wade et 200 militants du Parti démocratique sénégalais, etc. Il défend également les victimes du dictateur tchadien Hissène Habré.
Engagé dans de nombreux combats de société, il lutte contre l'excision et les violences faites aux femmes, pour la liberté de la presse, pour l'abolition de la peine de mort ou encore contre la répression des homosexuels.
En 2014, il est choisi comme président de l'Assemblée des États parties de la Cour pénale internationale, succédant à Tiina Intelmann pour un mandat de trois ans,.

### Politique
Il est nommé ministre de la Justice en 2013 dans le gouvernement d'Aminata Touré. Tête de liste lors des élections législatives de 2017, il remporte plus de 55 % des suffrages. Il est nommé ministre des Affaires étrangères en septembre 2017. À ce titre, il se rend en Israël en mars 2018, un an après que le Sénégal a approuvé une résolution de l'ONU condamnant la colonisation des territoires occupés par Israël.
Le 6 mars 2024, il est nommé Premier ministre du Sénégal par le président Macky Sall afin de permettre à son prédécesseur, Amadou Ba, de se préparer à l'élection présidentielle,. À la suite de la victoire du candidat d'opposition Bassirou Diomaye Faye à la présidentielle, le président sortant Sall met fin à ses fonctions le 31 mars. Il est remplacé le 2 avril par Ousmane Sonko.